# Joe Hendry
Joseph Samuel Hendry (Edimburgo, 1 de mayo de 1988), conocido como Joe Hendry, es un luchador profesional y músico escocés. Actualmente trabaja para la empresa estadounidense Total Nonstop Action Wrestling (TNA). 
Entre sus logros, destaca un reinado como Campeón de medios digitales de TNA.
Además de varias otras promociones independientes, Hendry es conocido por sus apariciones en su natal Escocia con Insane Championship Wrestling (ICW) de 2013 a 2019, donde fue una vez Campeón en Parejas de ICW , y en Inglaterra con New Generation Wrestling de 2015 a 2018 y Defiant Wrestling (anteriormente What Culture Pro Wrestling ) de 2016 a 2018. También actuó en Ring of Honor , primero en 2016 y luego de 2018 a 2022, y también apareció en World of Sport Wrestling de 2018 a 2019. Apareció por primera vez en Impact Wrestling (rebautizada como TNA en 2024) en 2018 antes de regresar a la empresa en septiembre de 2022. Hendry hizo por primera vez algunas breves apariciones no relacionadas con la lucha libre para la WWE en 2014 antes de regresar en 2024 en NXT a través de un contrato de trabajo. asociación entre TNA y WWE.
Hendry es un luchador amateur condecorado que ha ganado el Campeonato Nacional Británico de Lucha Libre y Grecorromana. Representó a Gran Bretaña a nivel internacional en lucha libre en el Campeonato de Lucha de la Commonwealth en 2017 y, posteriormente, obtuvo un puesto en el equipo de lucha libre de Escocia en los Juegos de la Commonwealth de 2018.

## Carrera

### Entrenamiento e inicios (2013)
Hendry entrenó inicialmente para convertirse en luchador profesional con Damian Mackle, Mikey Whiplash, Robbie Brookside y Marty Jones en la Source Wrestling School, y recibió entrenamiento adicional de Ace Steel y Terry Taylor. Hizo su primera gira como luchador en Canadá, y trabajó para Pro Wrestling Ulster.

### Campeonato de Lucha Libre Insane (2013-2019)
En 2013, Hendry comenzó a aparecer regularmente en Insane Championship Wrestling (ICW), y fue presentado por primera vez como miembro del grupo de James R. Kennedy, Kennedy Administration. Entró en una rivalidad con Big Damo, antes de pelear con su compañero Kenny Williams, miembro de Kennedy Administration. El 6 de abril de 2015, Hendry desafió sin éxito a Drew Galloway por el Campeonato Mundial Peso Pesado de ICW en el evento Pro Wrestling Ulster.
Más tarde, Hendry formó el equipo Local Fire con Davey Boy. Juntos, participaron en el Torneo por el Título en Parejas de la ICW, ganando los Campeonatos en Parejas de la ICW el 31 de julio de 2016. Perdieron los títulos el 11 de septiembre de 2016 ante Polo Promotions en una lucha de escaleras.
El 16 de junio de 2019, Hendry derrotó a Andy Wild en ICW I Ain't Yer Pal, Dickface!. El 27 de julio de 2019, Hendry se vio obligado a abandonar ICW después de perder ante Leyton Buzzard, lo que lo llevó a firmar con Ring of Honor días después.

### Discovery Wrestling (2014-presente)
Hendry debutó en Discovery Wrestling en 2014, haciendo equipo con Marty Scurll para derrotar a Cryme Tyme. Se enfrentó a varios personajes como Grado, The Young Bucks, y Tommy Dreamer antes de ganar una oportunidad por el Campeonato de la División Y, donde no tuvo éxito.
Hendry se ganó su lugar nuevamente en la contienda por el título con victorias sobre Dalton Castle, Kenny Williams, y Timothy Thatcher. El 6 de octubre de 2019, Hendry ganó el Campeonato de la División Y, título que retuvo durante 1280 días antes de perderlo en 2023.
El 3 de junio de 2023, Hendry regresó a Discovery Wrestling para defender con éxito su Campeonato de Medios Digitales de Impact.

### Lucha libre de nueva generación (2015-2018)
Hendry debutó en New Generation Wrestling (NGW) en 2015, perdiendo ante Nathan Cruz antes de formar Team Scotland con luchadores de ICW. Este equipo desafió a Cruz en un combate por equipos de ocho hombres en noviembre de 2015, pero Cruz retuvo el título. Hendry, Lionheart y Kid Fite ganaron los Campeonatos en Parejas de NGW en 2016.

### Lucha libre profesional WhatCulture / Lucha libre desafiante (2016-2018)
Hendry comenzó a trabajar para WhatCulture Pro Wrestling (WCPW) en 2016, comenzando un feudo con Joseph Conners. Más tarde formó el grupo The Prestige con Joe Coffey, Travis Banks y BT Gunn. Hendry ganó el Campeonato de la WCPW pero lo perdió ante Marty Scurll en octubre de 2017.

### Ring of Honor (2016)
En 2016, Hendry hizo algunas apariciones para la promoción estadounidense Ring of Honor durante la gira de la promoción por el Reino Unido titulada Reach for the Sky. Compitió en ambas noches de la gira, perdiendo sus dos combates contra Donovan Dijak y Jay White el 18 y 19 de noviembre respectivamente.

### Lucha libre deportiva mundial (2018-2019)
Entre el 10 y el 12 de mayo de 2018, Hendry formó parte de las grabaciones televisivas para el reinicio de World of Sport Wrestling. En el episodio del 28 de julio de WOS Wrestling (grabado el 10 de mayo), Hendry se asoció con Martin Kirby en el primer combate por el Campeonato en Parejas de WOS contra Iestyn Rees y Kip Sabian. Sin embargo, Kirby se alejó de Hendry durante el combate, lo que le permitió ser derrotado por Rees y Sabian. Los dos hombres intercambiaron victorias entre sí; Kirby ganó en el episodio del 11 de agosto (grabado el 10 de mayo) en un combate individual, y Hendry ganó en el episodio del 1 de septiembre (grabado el 11 de mayo) en un combate de sumisión.
Hendry también estuvo involucrado en desafíos por el título del WOS Championship. En el episodio del 4 de agosto (grabado el 10 de mayo), interrumpió un segmento con el entonces campeón actual, Rampage. El ejecutivo Stu Bennett le dio una oportunidad por el título poco después, pero Hendry fue derrotado por Rampage. En el episodio del 18 de agosto (grabado el 11 de mayo), luchó en un combate de tres vías por el contendiente número uno, junto a Justin Sysum y Nathan Cruz, que Sysum ganó.
De enero a febrero de 2019, Hendry formó parte de la gira World of Sport Wrestling UK, donde participó en gran medida en combates por equipos. Tuvo éxito en todos ellos, haciendo equipo con BT Gunn cuatro veces y con Grado una vez.

### Impact Wrestling (2018-2019)
El 25 de mayo de 2018, Impact Wrestling anunció a través de Twitter que Hendry sería parte de las grabaciones televisivas del 1 y 2 de junio para la promoción desde Windsor, Ontario, Canadá. Hendry hizo su debut para la compañía en el episodio del 5 de julio de Impact!, como una sorpresa para Grado por su novia Katarina. En el episodio del 12 de julio, el trío se involucró en una disputa con Eli Drake, quien insinuó a Grado que Hendry estaba tratando de hacer de Katarina su novia. En el episodio del 17 de julio, Hendry derrotó a Drake en su primer combate para la compañía. En el episodio del 26 de julio, en un segmento detrás del escenario, Drake le dio al trío un regalo que Grado desempacó; era una fotografía enmarcada de Hendry y Katarina juntos. Insultados por esta acción, Hendry y Katarina se llevaron la fotografía para deshacerse de ella.
En el episodio del 2 de agosto, Hendry hizo equipo con Grado en una lucha en equipos con Drake, Trevor Lee y Caleb Konley. Lee y Konley sacaron a Hendry del combate antes de que sonara la campana, lo que provocó que Grado fuera superado en número y perdiera el combate, y Katarina atendiera a Hendry en el exterior, lo que promovió la historia del triángulo amoroso. En el episodio del 9 de agosto, en un segmento detrás del escenario, el trío estaba discutiendo sobre los eventos de la semana anterior. Katarina le preguntó a Grado por qué no podía vencer a Drake por su cuenta, porque Hendry lo hizo, y Hendry le dijo a Grado que vencería a Drake nuevamente para terminar la disputa. Sin embargo, en el episodio del 16 de agosto, Grado intentó ayudar a Hendry ya que el árbitro estaba siendo distraído por Lee. Drake tomó el control y empujó a Hendry hacia Grado, tirándolo del delantal y luego ganando el combate con un roll up. En el episodio del 6 de septiembre, Hendry se asoció con Grado en una lucha por equipos contra el Desi Hit Squad (Gursinder Singh y Rohit Raju), en un esfuerzo fallido. Después del partido, Katarina se volvió heel, reprendiendo a Grado y separándose de él, antes de proclamar su amor por Hendry. Katarina se besó con Hendry, pero Hendry la rechazó y se puso del lado de Grado. Hendry luego la llamó la vergüenza de la situación, no Grado, por lo que Katarina lo abofeteó y se alejó.
En el episodio del 27 de septiembre celebrado en la Ciudad de México, México, Katarina se acercó a Hendry y Grado en un segmento detrás del escenario y les presentó a Murder Clown, quien lucharía contra Hendry la semana siguiente. En el episodio del 4 de octubre, Hendry fue derrotado por Murder Clown, que terminó siendo su último combate televisado para Impact Wrestling.
El 15 de febrero de 2019, Hendry agradeció a Impact Wrestling por brindarle una plataforma para aparecer en su programa, pero anunció que ya no estaba contratado para aparecer en la compañía.

### Regreso a ROH (2018-2022)
En 2018, se anunció el regreso de Hendry a ROH como retador de Silas Young para el Campeonato Mundial de Televisión de ROH en el evento Honor United el 24 de mayo, que tuvo lugar en Edimburgo. Hendry no pudo ganar el título. Luego competiría por ROH durante el evento Honor Re-United, donde compitió en algunos combates, sobre todo participando en la Copa Internacional el 16 de agosto, donde perdió ante Hangman Page en la primera ronda. Compitió en un partido de cuatro vías el 18 de agosto, que fue ganado por Marty Scurll, y luego perdió ante Jonathan Gresham en la competencia de individuales el 19 de agosto.
El 8 de agosto de 2019, se anunció que Hendry ya no era un agente libre y que ahora había firmado un contrato con ROH. Hendry hizo su primera aparición como miembro de tiempo completo de la lista de ROH al interrumpir a Dalton Castle durante una promoción en Saturday Night at Center Stage el 24 de agosto. Hendry luego aparecería como compañero de Castle, la noche siguiente en Honor For All, donde los dos derrotaron a Shinobi Shadow Squad (Cheeseburger y Eli Isom). Posteriormente, Hendry formó un equipo con Castle mientras también competía en combates individuales al mismo tiempo. En Glory By Honor XVII, Hendry participó en una batalla real para determinar al contendiente #1 para el Campeonato Mundial de ROH, pero fue eliminado por el eventual ganador Silas Young.

### Colaboración entre TNA y WWE, NXT (2014, 2024-presente)
En 2014, Hendry apareció como un diplomático ruso en el episodio del 10 de noviembre de Raw junto a Rusev y Lana, celebrando con ellos la coronación como Campeón de los Estados Unidos de Rusev.
El 18 de junio de 2024, Hendry hizo su debut en el ring de WWE en NXT como uno de los representantes de TNA en una batalla real de 25 hombres para determinar el contendiente número uno por el Campeonato NXT, donde fue eliminado de inmediato por Frankie Kazarian. En el episodio del 9 de julio de NXT, Hendry apareció como compañero de equipo de Trick Williams después de que el compañero de equipo original de Williams, Je'Von Evans, fuera eliminado esa misma noche para derrotar al Campeón NXT Ethan Page y Shawn Spears.
En The Great American Bash, Hendry celebró su primer concierto en vivo en WWE. Gallus (Joe Coffey, Mark Coffey y Wolfgang), que había tenido problemas con las apariciones de Hendry en NXT, atacó a Hendry a mitad de su concierto y se hizo oficial una lucha entre Hendry y Joe Coffey para la semana siguiente, donde Hendry salió victorioso. En el episodio del 20 de agosto de NXT, Hendry derrotó a Pete Dunne y Wes Lee en una triple amenaza por un combate por el Campeonato NXT contra el entonces campeón Ethan Page en NXT No Mercy. En el evento Page cubrió a Hendry después de un «Low Blow» seguido de un «Ego's Edge» por lo que Hendry no pudo ganar el título. 
El 1 de febrero Joe Henry apareció en el Royal Rumble masculino siendo el primer campeón masculino de TNA en aparecer en dicho evento. Entró en el puesto número 15 teniendo una gran acogida por parte del público, fue eliminado por Roman Reigns.
El 20 de abril de 2025 tuvo una aparición en Wrestlemania 41 cómo el contrincante sorpresa de Randy Orton, perdió tras recibir un RKO mientras estaba distraído sonriendo carismáticamente al publico.

## Campeonatos y logros
- British Wrestling Revolution
  - BWR Heavyweight Championship (1 vez)

- Community Pro Wrestling
  - CPW Heavyweight Championship (1 vez)

- Fight Forever Wrestling
  - Fight Forever Men's World Championship (1 vez)

- Impact Wrestling/Total Nonstop Action Wrestling
  - TNA World Championship (1 vez)
  - Impact Digital Media Championship (1 vez)
  - Glasgow Cup (2023)

- Insane Championship Wrestling
  - ICW Tag Team Championship (1 vez) – con Davey Boy
  - ICW Tag Team Title Tournament (2016) – con Davey Boy

- DDT Pro-Wrestling
  - Ironman Heavymetalweight Championship (1 vez)

- New Generation Wrestling
  - NGW Tag Team Championship (1 vez) – con Kid Fite y Lionheart

- Midwest All-Star Wrestling
  - MAW Tag Team Championship (1 vez, actual) – con Joey Avalon

- Discovery Wrestling
  - Y Division Championship (1 vez)

- Pro Wrestling Elite
  - PWE Heavyweight Championship (1 vez)

- Pro Wrestling Ulster
  - PWU All-Ulster Championship (2 veces)

- Pride Wrestling
  - N7 Championship (1 vez)

- Respect Pro Wrestling
  - Respect Pro Wrestling Championship (1 vez)

- Reckless Intent Wrestling
  - Reckless Intent World Championship (1 vez)
  - Reckless Intent UK Championship (1 vez)

- Ring of Honor
  - ROH Year-End Award (1 vez)

- Scottish Wrestling Alliance
  - SWA Laird of the Ring Championship (1 vez)

- Scottish Wrestling Entertainment
  - SWE Heavyweight Championship (1 vez)

- Scottish Wrestling Network
  - SWN Award (2 veces)

- What Culture Pro Wrestling / Defiant Wrestling
  - WCPW Championship (1 vez)
  - Defiant Internet Championship (1 vez)
  - Kurt Angle Invitational Rumble  (1 vez)
- WWE
  - NXT Year-End Award (1 vez)
  - Moment of the Year (2024) – Joe Hendry in NXT (June 18 - September 1)
  - Wrestlemania 41 (2025)

- Pro Wrestling Illustrated
  - Ranked No. 51 of the top 500 singles wrestlers in the PWI 500 in 2024